# Georges Gougenheim
Georges Gougenheim (* 20. Juli 1900 in Paris; † 29. Juli 1972 in Les Sables-d’Olonne, Vendée) war ein französischer Romanist und Sprachwissenschaftler.

## Leben und Werk
Gougenheim, der das Lycée Condorcet besuchte, wurde 1920 in die Ecole Normale aufgenommen, bestand 1923 die Agrégation und war von 1925 bis 1929 Gymnasiallehrer in Amiens. 1929 verteidigte er seine beiden Habilitationsschriften Etude sur les périphrases verbales de la langue française (Paris 1929, 1971) und La langue populaire dans le premier quart du XIXe siècle d'après le Petit dictionnaire du Peuple, de J. C. L. P. Desgranges (1821) (Paris 1929). Er war dann Maître de conférences in Clermont-Ferrand. Von 1935 bis 1955 hatte er den Lehrstuhl für französische Sprachgeschichte in Straßburg inne, unterbrochen von Krieg und Gefangenschaft im deutschen Offizierslager, wo er u. a. mit Pierre-Maxime Schuhl wissenschaftlich arbeitete. Von 1955 bis zur Emeritierung 1968 war er Professor an der Sorbonne und seit 1965 Offizier der Ehrenlegion.
Gougenheim machte sich einen Namen als Grammatiker, Phonologe, Sprachgeschichtler, auch des Sprechfranzösischen, und als Lexikologe. Er wirkte an dem großen Nachkriegsunternehmen des „Français Fondamental“ mit und verfasste darauf aufbauend ein didaktisches Wörterbuch.

## Weitere Werke
- Eléments de phonologie française, 1935
- Système grammatical de la langue française, 1938 (1966, 1969, 1974)
- (zusammen mit Pierre Maxime Schuhl) Trois essais de Montaigne I-39, II-1, III-2, Paris 1951, 2. Auflage 1959
- Grammaire de la langue française au XVIe siècle, 1951, Neuauflage 1974, 1984
- (zusammen mit René Michéa, Paul Rivenc und Aurélien Sauvageot) L'Élaboration du français élémentaire. Etude sur l'établissement d'un vocabulaire et d'une grammaire de base, Paris 1956, 2. überarbeitete Auflage, unter dem Titel  L'Élaboration du français fondamental, Paris 1964 (auch 1971)
- Dictionnaire fondamental de la langue française, Paris 1958, erweitert 1961, Neuauflage 1963, 1977
- Les Mots français dans l'histoire et dans la vie, 1962, 1966 (1989/90, 2008 mit einem Vorwort von Alain Rey)
- Etudes de grammaire et de vocabulaire français réunies pour son soixante-dixième anniversaire, Paris 1970